# Estudios culturales
Los estudios culturales son un campo de investigación de carácter interdisciplinario que explora las formas de producción o creación de significados y su difusión en las sociedades actuales. Desde esta perspectiva, la creación de significado y de los discursos reguladores de las prácticas significantes de la sociedad revelan el papel representado por el poder en la regulación de las actividades cotidianas de las formaciones sociales.
Esta corriente de pensamiento surge a raíz de pensar dos aspectos: "cómo se encontraba social, cultural y políticamente Inglaterra después de la Segunda Guerra Mundial, y la corriente de investigación a la que denominaron cultura y civilización". Se desarrollaron por varias razones, a principio de los años 50 con el surgimiento de una "Nueva Inglaterra", que consistía en: rescatar la producción industrial, prevenir la ausencia de la clase obrera e identificar la relación de la americanización de la cultura popular con la modernidad.
El ámbito de los estudios culturales combina la economía política, la comunicación, la historia, la sociología, la teoría social, la teoría literaria, la teoría de los medios de comunicación, el cine, la antropología cultural, la filosofía y el estudio de fenómenos culturales en las diversas sociedades. Los investigadores de los estudios culturales a menudo se interesan por cómo un determinado fenómeno se refiere a cuestiones de ideología, nacionalidad, etnia, género y clase social.

## Contexto histórico

### Posguerra en Gran Bretaña
Al finalizar la Segunda Guerra Mundial, Gran Bretaña estaba muy endeudada y debió llevar adelante una ardua reconstrucción de su economía. Durante más de dos años fue necesario prolongar la racionalización energética y de alimentos, con mayor intensidad que durante la guerra. Esta reconstrucción fue implementada desde el Estado y el gobierno laborista de Clement Attlee (que desde 1945 contaba con una inédita mayoría parlamentaria) intentó conjugar el proceso con una profunda ampliación del estado de bienestar. La nacionalización del Banco de Inglaterra, de los servicios y medios de transporte públicos, y de la industria metalúrgica despertaron la oposición conservadora.[cita requerida]

### Clase obrera: Surgimiento
Se supone que la "nueva izquierda" inglesa surgió de la convergencia de tres experiencias: la crisis comunista de 1953, la campaña por el desarme nuclear y la enriquecedora crítica cultural de la sociedad contemporánea, identificada con la gran influencia de Richard Hoggart y Raymond Williams, el teórico más importante.

## La fundación de los Estudios Culturales
El término fue acuñado por Richard Hoggart en 1964 cuando fundó, ese año, el Centro de Estudios Culturales contemporáneos o CCCS (Centre for Contemporary Cultural Studies) en la Universidad de Birmingham. Hasta su muerte en febrero de 2014 Stuart Hall, que sucedió a Hoggart, fue el director del centro.
La institución se centra especialmente en analizar una forma específica del proceso social, correspondiente a la atribución de sentido a la realidad, al desarrollo de una cultura, de prácticas sociales compartidas, de un área común de significados. Para los estudios culturales, la cultura no es una práctica, ni es simplemente la descripción de la suma de hábitos y costumbres de una sociedad. La cultura pasa a través de todas las prácticas sociales y es la suma de sus interacciones. El objetivo de los estudios culturales es definir la cultura de la sociedad contemporánea como un terreno de análisis con importancia conceptual, pertinente y fundado en teoría. En el concepto de cultura caben tanto los significados y los valores que surgen y se difunden entre las clases y grupos sociales; como las prácticas realizadas, a través de las que se expresan valores y significados y en las que están contenidos. Los medios de comunicación de masas desarrollan una función primordial al actuar como elementos de esas relaciones.

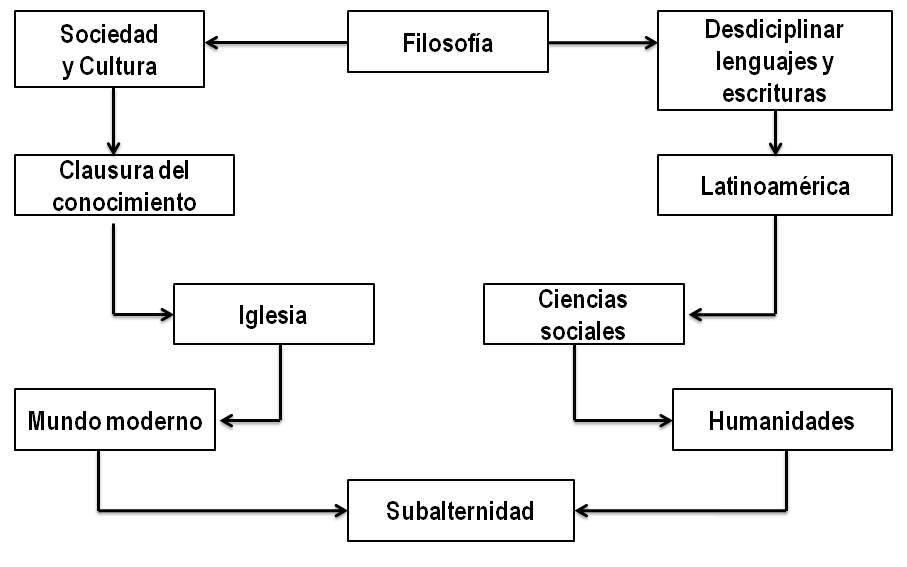
Esquema que relaciona conceptos fundamentales desarrollados en el Centro de Estudios Culturales Contemporáneos.

Los estudios culturales se basan en cuatro grandes estudios de los llamados founding fathers (padres fundadores): The Uses of Literacy (1957), una revisión crítica de la cultura de resistencia de la clase trabajadora frente a la gran influencia de los medios de comunicación de masas, de Richard Hoggart, quien tuvo un rol determinante en el nacimiento de los estudios culturales de la Universidad de Birmingham; Culture and Society (1958), en el cual se defendía el uso de enfoque muy amplio para comprender la evolución que ha seguido el debate moderno sobre la cultura, escrito por Raymond Williams, quien concluyó en que la cultura es una categoría clave porque nos lleva a la investigación social; The making of the English Working Class (1963), de Edward P. Thompson, un intento de crear una historia social desde abajo, desde la llamada baja cultura, y una culturalización crítica de la propia categoría de clase social; The Popular Arts (1964), de Stuart Hall y Paddy Whannel, en el que se relacionan críticamente los niveles de alta cultura y baja cultura, poniendo ejemplos como el jazz.

## Características
Ziauddin Sardar enumera las siguientes características de los estudios culturales en su libro Estudios culturales para todos (2005):
- Los estudios culturales examinan sus materias en términos de prácticas culturales y sus relaciones con el poder.
- Tienen el objetivo de comprender la cultura en toda su complejidad y analizan el contexto político y social, que es el lugar donde se manifiesta la cultura.
- Son tanto objeto de estudio como lugar de la crítica y la acción política.
- Tratan de reconciliar la división del conocimiento, para superar la fractura entre un conocimiento cultural "tácito" y otro "objetivo" (universal).
- Se comprometen con una evaluación de la sociedad moderna moral y con una línea de acción política radical.

## Evolución de los Estudios Culturales
Los académicos del Reino Unido y EE. UU. desarrollaron versiones un tanto diferentes de los estudios culturales. La mayor diferencia está en la percepción de que es cultura popular. Los investigadores británicos consideran que la cultura popular es aquella que tiene que ver con tradiciones y ritos, como por ejemplo, fiestas, celebraciones religiosas tradiciones, etc. Por su parte, los investigadores estadounidenses toman a la cultura popular por aquella que consume el pueblo, y en ella está el cine, la televisión, la música, etc. Los británicos consideran a esta última como cultura de masas, y sostienen que a día de hoy no se genera cultura popular.
La escuela británica, bajo la influencia de su primer director Richard Hoggart, incluyó puntos de vista políticos, y críticas de la cultura popular, así como del 'capitalismo' y de la cultura de masas también se hicieron estudios acerca de la cotidianeidad y según Pulido se estudió "las culturas vividas de las clases particulares que eran dominados por los intereses de los media"; absorbió algunas de las ideas de la Escuela de Fráncfort acerca de las "industrias culturales". Esto surge en los escritos de las tempranas escuelas británicas. Sus influencias pueden verse en los trabajos de Raymond Williams, Stuart Hall y Paul Gilroy.
Stuart Hall el segundo director del CCCS dirigió los estudios hacia las relaciones entre ideología y media a través de estudiar los significados de los textos que estos crean. También se estudiaron las subculturas sobre todo las subculturas jóvenes. También cabe destacar el uso que hizo el feminismo de este estudio subcultural para mostrar la cultura dominada de las mujeres.
Richard Johnson fue el siguiente líder del CCCS, tomó el liderazgo en 1979. y desde este punto comenzó el declive de los estudios culturales británicos liderados por la universidad de Birmingham. El departamento de estudios culturales cerró en 2002 en torno a una gran polémica. Fue cerrado por problemas económicos cuando era el departamento de la universidad de la temática de sociales. Además de eso el centro tuvo unos resultados pobres en el examen de Research Assesment Exercise (investigación llevada a cabo en las universidades británicas para medir la calidad de sus investigaciones).
En contraste, la escuela norteamericana se preocupó más por la comprensión de las reacciones de la audiencia y sus usos cultura de masas. Los defensores de los estudios culturales norteamericanos escribieron sobre los aspectos liberadores de los receptores. Véase los textos de John Guillory.
Uno de los mayores estudiosos de la escuela americana de estudios culturales es Lawrence Grossberg con su obra "Estudios culturales teoría política y práctica". En esta obra podemos ver las principales diferencias en los intereses entre las escuelas americanas y británicas, además de la influencia postmoderna en la escuela norteamericana.
Este enfrentamiento entre escuelas ha perdido valor con el tiempo. Algunas escuelas añaden un modelo marxista, el principal punto de este acercamiento al marxismo ortodoxo se concentra en la "producción de significado". Este modelo asume una producción cultural masiva e identifica el poder como algo residente en esos artefactos culturales. Desde un punto de vista marxista, quienes controlan los significados de producción controlan una cultura. Hay otras corrientes, como los estudios culturales feministas que critican la idea sencilla de un significado dominante, compartido por todos, para cualquier contenido cultural. Los no marxistas sugieren que hay diferentes formas de consumo cultural (artefactos).

### Percepción de teoría crítica
Otro punto importante de la crítica habla de un consumidor pasivo. Algunos desafían esta idea, porque las personas leen, reciben e interpretan los textos culturales. Así, un consumidor puede apropiarse, rechazar, o retar el significado de un producto.
En el contexto de los estudios culturales, la idea de texto no sólo incluye el lenguaje escrito, sino también películas, fotografía o moda: los textos en los estudios culturales abarcan todos los artefactos de la cultura, del mismo modo, la disciplina amplía el concepto de cultura. Cultura incluye las artes tradicionales y las artes populares, pero también los significados y prácticas cotidianas. Las dos últimas son, de hecho, el principal objeto de análisis de los estudios culturales.
El enfoque adoptado por Paul du Gay introduce el concepto de "circuito de la cultura". Según este modelo, en la producción de un artefacto cultural se dan diversos momentos estrechamente interrelacionados.
Sin duda, en un proyecto semejante la política es de tipo “académico”, se trata de la política dentro de la universidad y, más allá de ella, en la vida intelectual en general o en el ámbito de los intelectuales.
Sin embargo, en una época en la que la derecha ha empezado a desarrollar su propia política cultural, que tiene como eje la reconquista de las instituciones académicas y, en particular, los fundamentos de las universidades mismas; no parece adecuado continuar pensando en la política académica y la política de los intelectuales como una cuestión exclusivamente “académica”. En cualquier caso, la derecha parece haber comprendido que el proyecto y el eslogan de los “Estudios Culturales” (más allá de lo que esto signifique) constituyen un objetivo fundamental de su campaña y virtualmente un sinónimo de “lo políticamente correcto” (que en este contexto puede identificarse como la política cultural de ciertos “movimientos sociales nuevos” como el antirracismo, el antisexismo, la antihomofobia, etc.). 
En este caso los Estudios Culturales deben interpretarse como la expresión de una alianza proyectada entre diversos grupos sociales, no resulta tan importante una formulación rigurosa –en tanto empresa intelectual o pedagógica como lo sienten sus asociados, quienes intentan recomenzar la sectaria guerra de izquierda por la correcta interpretación de la línea partidaria de los Estudios Culturales: lo importante no es la línea partidaria sino la posibilidad de alianzas sociales, según se desprende de su eslogan general. Se trata más de un síntoma que de una teoría y, como tal, lo que parecería más conveniente es un análisis a la manera de los estudios culturales sobre los propios Estudios Culturales.

### Estudios culturales como pos-disciplinarios
Sean lo que fueren, los Estudios Culturales surgieron como resultado de la insatisfacción respecto de otras disciplinas, no solo por sus contenidos sino también por sus muchas limitaciones. En ese sentido, los Estudios Culturales son pos-disciplinarios; pero a pesar de eso, o tal vez precisamente por dicha razón, uno de los ejes fundamentales que los sigue definiendo es su relación con las disciplinas establecidas.
Hall resalta en su estudio la mutación que los Estudios Culturales han acentuado en la espinosa cuestión de la interconexión entre acción cultural-comunicativa y acción ideológica. James Curran, siguiendo a Hall, reitera la innovación de dar autonomía al funcionamiento ideológico en la sociedad mediática. Frente a la afirmación de Curran, los críticos de la Escuela de Birmingham como N. Garnham y L. Grossberg acentúan sus ataques a los Estudios Culturales, ya que: "El primer problema en la relación entre la economía política y los estudios culturales es que los estudios culturales se resisten a pensar a fondo las implicaciones que acarrea su propia afirmación de que las formas de subordinación y sus correspondientes prácticas culturales (a las que los estudios culturales otorgan prioridad analítica) se fundan en un modo de producción capitalista. Esto ha resultado en una preocupación desproporcionada por el estudio del consumo cultural, más que por la producción cultural, y por las prácticas culturales del esparcimiento, más que por las del trabajo.
A su vez, políticamente esto ha jugado a favor de la derecha, cuya ofensiva ideológica se ha estructurado en gran medida como un esfuerzo de persuasión destinado a que los individuos se construyan a sí mismos como consumidores, y no como productores.
Entre estas dos posiciones divergentes se evalúan hoy las ambivalencias del culturalismo de Birgminham. Ante la cada vez más extensa bibliografía y las numerosas compilaciones, el objetivo prioritario de este estudio será valorar las aportaciones, pero también las carencias, de las contribuciones de Birgminham a los debates contemporáneos sobre el rol de la cultura en las dimensiones económicas y sociopolíticas neo-capitalistas. Sin embargo, la rica producción intelectual de la Escuela requiere situar un campo de trabajo desde el que hacer una aproximación teórica más abarcable de sus contribuciones.
Numerosos son los ámbitos de investigación en los que se han movido los Estudios Culturales, desde aspectos sobre la formación de la clase obrera como ha sido la obra de Edward P. Thompson, hasta la reflexión sobre la literatura y el marxismo como llevó a cabo Raymond Williams, el arte popular estudiado por Stuart Hall o la evolución de la cultura obrera reexaminada por Richard Hoggart, todos ellos componentes de la primera generación; más para una comprensión global de la escuela se hace objetivo prioritario definir una problemática desde la que poder ínter-relacionar a unos autores con otros, y asimismo a la "primera generación" con la "segunda" y casi "tercera" de nuestros días.
Lo cotidiano se convierte entonces en el núcleo fundamental para caracterizar las otras dinámicas colectivas que consolidan un tipo de sociedad que para los sociólogos conservadores se define como posindustrial tecnológica, y para el último neo-estructuralista como de la post-modernidad.
Entre estas posiciones, los culturalistas se orientan hacia la determinación ideológica como estructura fundamental de la organización subyacente de lo social. Nuestro ánimo a este respecto se plantea en una doble dimensión. En primer lugar, discutir las diferentes perspectivas que sobre lo cotidiano como concepto unificador de los estudios de Birmingham- han llevado a cabo sus representantes más centrales en su segundo momento, establecer una comparación con otras perspectivas teóricas que, también, teniendo como telón de fondo las nuevas modalidades culturales y los efectos de la comunicación de masas, han reconstruido el problema de lo cotidiano en el contexto histórico del capitalismo tardío.

## Diferencias entre la Teoría Crítica y los Estudios Culturales
La Teoría Crítica plantea una visión casi todopoderosa de los medios de comunicación de masas en la que se les atribuye una capacidad ilimitada para manipular ideológicamente a la audiencia. La audiencia es considerada por tanto como una masa homogénea y moldeable que no dispone de las herramientas necesarias para desarrollar un espíritu crítico respecto a la sociedad en la que vive. Estaríamos construyendo así un tipo de receptor pasivo que observa el problema indiferente, incluso lo conoce con detalle, pero nunca interviene en el mismo. Se impone la hegemonía de la masa que da lugar a una cultura totalitaria y anula el pensamiento crítico de los sujetos. Además, ubican a los medios de comunicación dentro de las llamadas industrias culturales, que obedecen al poder político y sobre todo financiero. Estas industrias culturales se comportan de manera muy similar a la de cualquier otra industria y por tanto está sujeta a las leyes de mercado. Como consecuencia, la cultura termina convirtiéndose en mercancía lo cual deriva en una trivialización y estandarización de los contenidos culturales.
En contraposición a esta postura desde la Escuela de Birmingham se plantea que la capacidad de manipulación o distorsión de los medios de comunicación de masas no es ilimitada. Por el contrario, las audiencias pertenecen a grupos muy diversos que presentan por tanto múltiples diferencias culturales. Las audiencias están ahora segmentadas lo cual fragmenta o diluye en cierta manera el concepto de masa como bloque uniforme. El receptor o espectador juega un papel activo ya que tiene la capacidad de aceptar, negociar o rechazar el mensaje que recibe. En este caso, no se trata de una teoría unificadora sino de un campo diverso de estudios que alterna diferentes perspectivas, métodos y disciplinas. Comienzan a considerar la cultura popular como objeto de su investigación científica y se alejan de la cultura de élite. En realidad, realizan una conexión entre los aspectos de la cultura popular (cine, televisión, radio, prensa, etc) y los aspectos privados del individuo (roles sociales, lenguaje, etc). Ya no existe esa distinción entre cultura popular y cultura de élite. Desde los Estudios Culturales, se propone que si el mensaje contiene una carga ideológica para el receptor, este puede tomar una decisión sobre qué hacer con ese mensaje. El receptor adopta una posición activa que constituye una diferencia fundamental respecto al planteamiento pesimista de los críticos. A su vez, el contexto social, cultural, educativo y político en el que se desarrolla el receptor, también es un factor que determina la forma en la que se interpreta el mensaje.